# ヤンロン
ヤン ロン（楊 嵘、楊 嶸、よう こう、1989年 - ）は、日本の経営者。元 株式会社KADOKAWA Global Marketing 常務取締役、株式会社神居秒算（GA technologiesグループ）執行役員COO。

## 人物・経歴
1989年中国福建省生まれ。2015年3月千葉商科大学サービス創造学部卒業。同年4月ヤフー株式会社入社。2018年株式会社KADOKAWA入社。インバウンド事業担当後、中国市場向けのマーケティングやコンテンツ開発をする子会社J-GUIDE Marketing（現・株式会社KADOKAWA Global Marketing）の創業メンバーとして事業立ち上げに関わる。同社取締役を経て、株式会社KADOKAWA Global Marketing 常務取締役、2023年株式会社神居秒算（GA technologiesグループ）執行役員COO就任。